# 宋町站
宋町站是一个符夹铁路上的铁路车站，位于安徽省淮北市烈山区宋疃镇，建于1966年，于2018年9月撤销。撤销前为四等站，邮政编码为235106。